# Baulon
Baulon (en bretó Beloen, en gal·ló Baulon) és un municipi francès, situat a la regió de Bretanya, al departament d'Ille i Vilaine. L'any 2006 tenia 1.785 habitants. Limita amb els municipis de Goven, Lassy (Ille i Vilaine), Guignen, La Chapelle-Bouëxic, Bovel, Maxent i Saint-Thurial.

## Demografia
| 1962                                       | 1968 | 1975 | 1982 | 1990  | 1999  |
| ------------------------------------------ | ---- | ---- | ---- | ----- | ----- |
| 753                                        | 893  | 867  | 907  | 1.132 | 1.324 |
| Des de 1962: població sense dobles comptes |      |      |      |       |       |

## Administració
| Període   | Identitat          | Partit |
| --------- | ------------------ | ------ |
| 2001-2008 | Jean-Paul Théaudin |        |
| 2008-     | Jean-Paul Riu      |        |